# Dragon Ball FighterZ
Dragon Ball FighterZ és un videojoc de lluita en 2D desenvolupat per Arc System Works i distribuït per Bandai Namco Entertainment, basat en la franquícia Bola de Drac. El seu llançament a nivell internacional es va produir el 26 de gener de 2018, mentre que al Japó va ser llançat l'1 de febrer del mateix any, per a les plataformes PlayStation 4, Xbox One i Microsoft Windows. Va ser llançat per a Nintendo Switch el 27 de setembre de 2018 al Japó i un dia més tard a la resta del món.
Dragon Ball FighterZ va rebre molt bones crítiques per part de la premsa de videojocs, sent considerat per molts analistes com el millor videojoc de lluita de Bola de Drac de la història. A més a més, va resultar un èxit en vendes, aconseguint vendre 2 milions de còpies a totes les plataformes, tan sols una setmana després del seu llançament. Dragon Ball FighterZ va ser premiat com el millor videojoc de lluita en els The Game Awards 2018.

## Vendes
L'1 de febrer de 2018, Bandai Namco va anunciar que Bola de Drac FighterZ havia aconseguit vendre més de dos milions de còpies entre totes les plataformes, convertint-se així en el joc de Bola de drac en arribar a aquesta xifra més ràpidament. Aquestes xifres van correspondre només a les vendes obtingudes en occident, ja que als països asiàtics el joc es va posar a la venda el mateix dia en què es realitzava l'anunci. Posteriorment, a finals d'octubre de 2018, la distribuïdora va informar que les vendes van superar les 3,5 milions d'unitats. El maig de 2020, es va comunicar que s'havien venut més de 5 milions de còpies del joc. La xifra total de vendes va augmentar a 6 milions al desembre de 2020. La xifra total de vendes aumentà a 6 milions en desembre del 2020.